# USA-244
USA-244 (WGS-6) — шестой американский геостационарный военный коммуникационный спутник серии WGS, созданный компанией Боинг на базе спутниковой платформы BSS-702HP.
Спутник WGS-6 был запущен компанией 8 августа 2013 года с космодрома на мысе Канаверал при помощи ракеты-носителя Дельта-4 Медиум+(4,2).

## Конструкция
Космический аппарат WGS-6 разработан компанией Боинг на основе спутниковой платформы на основе космической платформы BSS-702HP, разработанной компанией Боинг для создания средних и тяжелых геостационарных телекоммуникационных спутников связи. Конструкция спутника состоит из двух основных модулей: платформы и модуля полезной нагрузки.
Платформа несёт все основные служебные системы спутника: солнечные и аккумуляторные батареи, апогейный двигатель с цистернами для горючего, двигатели коррекции и удержания, а также другие служебные компоненты, а на модуле полезной нагрузки (МПН) устанавливается всё ретрансляционное оборудование и антенны. На спутнике USA-244 устанавливается апогейный двухкомпонентный жидкостный ракетный двигатель тягой 445 Н, который используется для довывода с геопереходной на геостационарную орбиты. Для коррекции орбиты и удержания по долготе и наклонению используются несколько ракетных двигателей с тягой 4 и 22 Н.
Коммуникационные средства полезной нагрузки каждой платформы WGS формируют перенацеливаемые широкополосные точечные лучи X- и Ka-диапазонов с возможностью переключения сигналов с одного диапазона на другой. X-диапазон позволяет системе WGS ретранслировать данные, фотографии и видеозаписи войскам на поле боя. Благодаря Ka-диапазону аппараты WGS обеспечивают высокую пропускную способность вещания на пользовательские терминалы в пределах зоны приёма.

## Предназначение
Спутники серии WGS предназначены для создания системы высококачественной связи, с помощью которой предполагается осуществлять передачу данных между кораблями, самолётами и наземными войсками, проводить видеоконференции в защищённом режиме, а также получать информацию о погоде, для нужды американской армии и союзных войск в полевых условиях. Систему планируется использовать в партнерстве с Департаментом обороны США и австралийским Министерством Обороны.
Для замены системы DSCS (англ. Defense Satellite Communication System – оборонная система спутниковой связи) Департамент обороны США планирует вывести на орбиту как минимум десять космических аппаратов серии WGS. Мощность каждого спутника WGS превосходит космический аппарат DSCS в десять раз, что позволяет пользователям обрабатывать и принимать данные гораздо быстрее.
В 2007 году ВВС США заключили соглашение с Министерством обороны Австралии, согласно которому австралийская сторона согласилась заплатить 707 млн долларов за постройку и выведение на орбиту WGS-6. В обмен военные Австралии получили возможность пользоваться системой WGS до 2030 года.

## Запуск
Спутник WGS-6 был запущен компанией United Launch Alliance 8 августа 2013 года со стартовой площадки SLC-37B космодрома на мысе Канаверал при помощи ракеты-носителя Дельта-4 Медиум+(4,2).